# Audi RS2
La Audi RS2 (abbreviazione comune di Audi RS2 Avant) è una familiare ad alte prestazioni prodotta dalla Audi in collaborazione con la Porsche sulla base della versione Avant dell'Audi 80 tra il 1994 e il 1996. Si tratta del primo modello RS prodotto dalla casa tedesca. Era la versione di punta dell'Audi 80, collocata davanti alla S2.

## Contesto

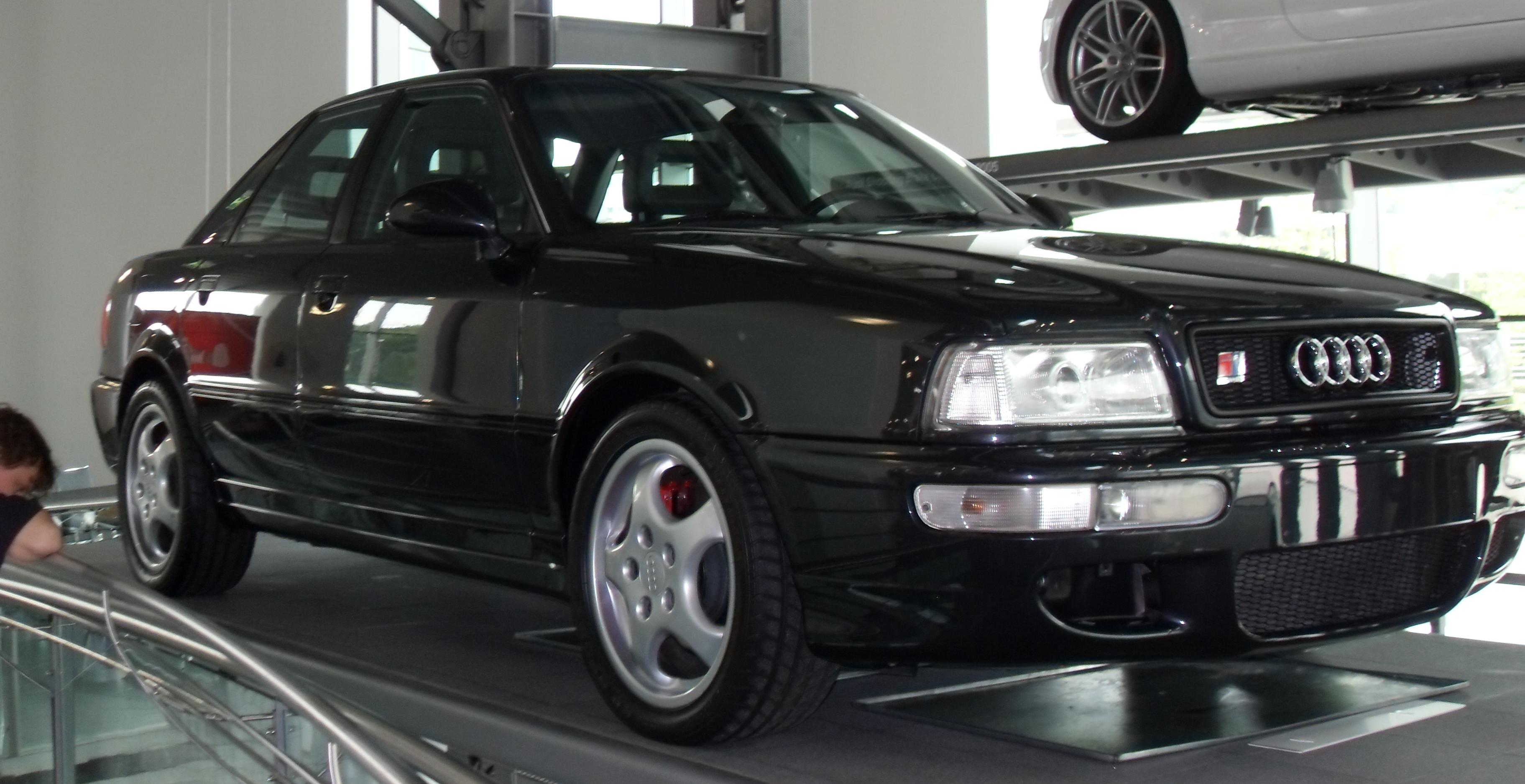
RS2 quattro porte esposta al Audi museum mobile

Dopo lo scarso successo dell'Audi S2, la casa tedesca tentò di risollevare le vendite affidando la realizzazione di una versione ad alte prestazioni del modello S2 Avant alla Porsche che aveva da poco terminato la produzione della Mercedes-Benz 500E su base W124.
ll risultato fu la RS2, la quale purtroppo, nonostante i notevoli aggiornamenti, non riuscì a convincere del tutto a causa della poca manovrabilità dello sterzo e dell'eccessivo rollio.
Le iniziali "RS" stanno per RennSport ed identificano le Audi più prestazionali, posizionandosi al di sopra delle semplici "S" ("Sport"). Queste versioni sono generalmente prodotte in numero definito di esemplari e per un lasso di tempo limitato e includono le ultime e più avanzate tecnologie della casa.
Della vettura vennero realizzato anche un esemplare in versione berlina a 3 volumi a quattro porte di colore nero, che venne commissinato da Ferdinand Piëch, ma rimase allo stadio prototipale.

## Tecnica

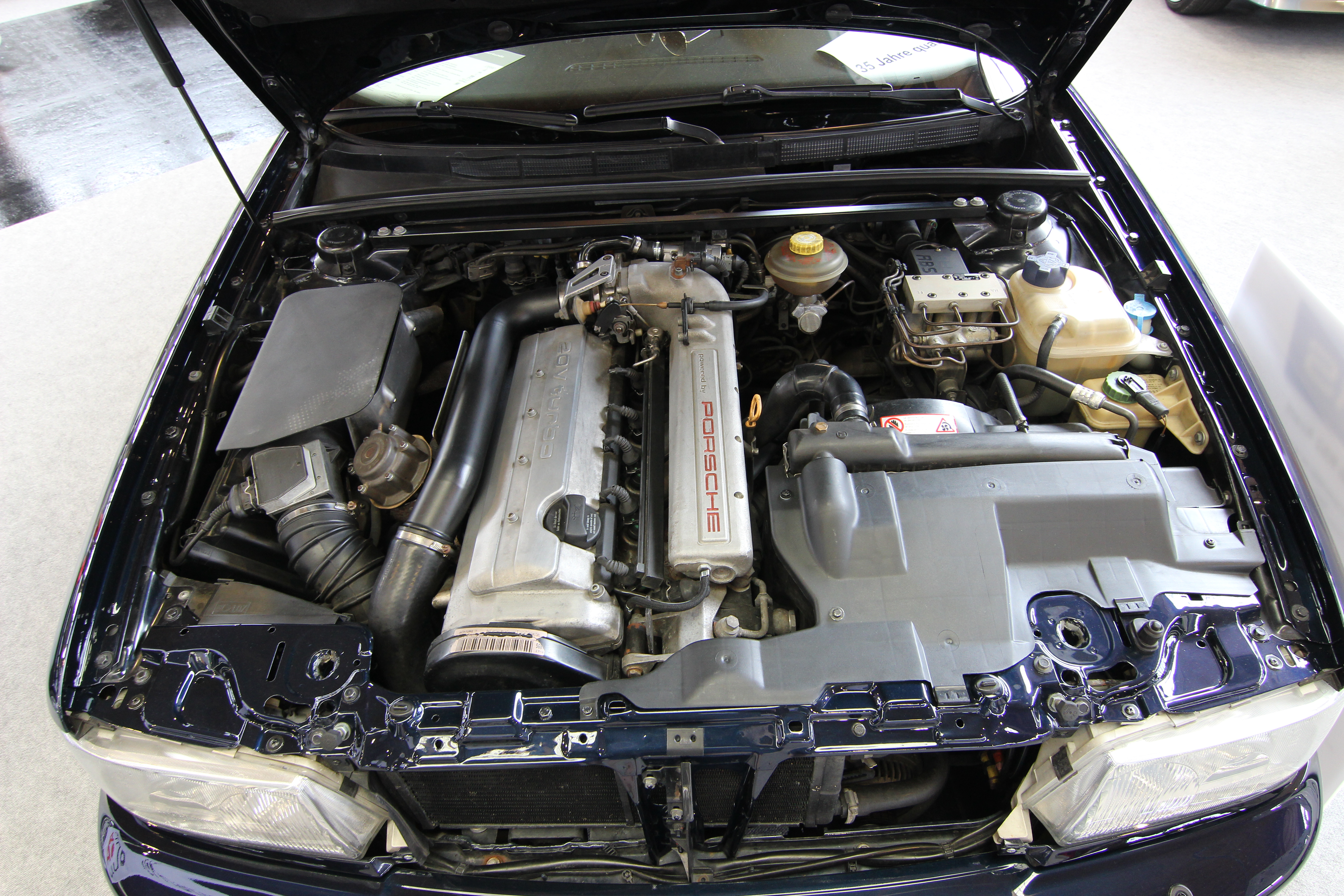
Il motore 2,2 litri 5 cilindri turbo di una RS2

Presentata al salone di Francoforte nel 1993, a spingere la vettura c'era un motore da 2.2 litri a 5 cilindri con distribuzione bialbero a 20 valvole turbocompresso che erogava 315 cavalli (232 kilowatt) di potenza a 6500 giri/min. Era stato sviluppato dalla Porsche sulla base del 2.2 dell'Audi 80 con una turbina KKK e consentiva alla RS2 di andare da 0 a 100 km/h in 4,8 secondi e di avere una velocità massima di 262 km/h autolimitata.
La pressione era stata aumentata da 1,1 a 1.4 Bar, e furono aggiunti un nuovo intercooler maggiorato, un nuovo sistema di scarico, nuovi alberi a camme, nuovi iniettori e un ECU aggiornato per le alte prestazioni.
La trasmissione è affidata a un cambio manuale a sei marce. La trazione è come da tradizione Audi affidata a un sistema permanente a quattro ruote motrici gestito da un differenziale Torsen, con anche un sistema di bloccaggio del differenziale elettro-meccanico.
La Porsche ha installato un impianto frenante derivato da quello della Porsche 911, inserito all'interno di cerchi da 17 pollici di provenienza Porsche 968 e avvolti da pneumatici Dunlop 245/40 ZR, anch'essi di provenienza 911. L'impianto frenante e le sospensioni sono differenti rispetto a quelle in dotazione di serie sull'Audi 80, tuttavia mantiene l'ABS costruito dalla Bosch. I freni anteriori sono da 304 millimetri di diametro autoventilati costruiti dalla Brembo e al retrotreno con 299 millimetri con pinze a quattro pistoncini. Gli ammortizzatori sono stati irrigiditi e sono state introdotte delle barre antirollio per garantire maggiore stabilità all'auto.